# Парламентские выборы в Люксембурге (2009)
Парламентские выборы в Люксембурге 2009 года проходили 7 июня одновременно с выборами в Европейский парламент. На них на 5-летний срок были избраны 60 членов Палаты депутатов Люксембурга.
Убедительную победу на выборах одержала Христианско-социальная народная партия, получив 26 голосов, наивысшее число мест для какой-либо партии, начиная с 1954 года. ХСНП образовала коалиционное правительство с ЛСРП. Жан-Клод Юнкер вновь стал премьер-министром Люксембурга.

## Результаты
Результаты парламентских выборов в Люксембурге 7 июня 2009
| Партия                               | Партия                                              | Голоса    | %[a] | Изменение | Места | Изменение |
| ------------------------------------ | --------------------------------------------------- | --------- | ---- | --------- | ----- | --------- |
|                                      | Христианско-социальная народная партия              | 1 129 368 | 38,0 | +1,9      | 26    | +2        |
|                                      | Люксембургская социалистическая рабочая партия      | 695 830   | 21,5 | –1,9      | 13    | –1        |
|                                      | Демократическая партия                              | 432 820   | 15,0 | –1,1      | 9     | –1        |
|                                      | Зелёные                                             | 347 388   | 11,7 | +0,1      | 7     | 0         |
|                                      | Альтернативная демократическая реформистская партия | 232 744   | 8,1  | –1,9      | 4     | –1        |
|                                      | Левые                                               | 109 184   | 3,3  | +1,4      | 1     | +1        |
|                                      | Коммунистическая партия Люксембурга                 | 49 108    | 1,4  | +0,5      | 0     | –         |
|                                      | Гражданский список                                  | 28 512    | 0,8  | –         | 0     | Новая     |
| Недействительных/пустых бюллетеней   | Недействительных/пустых бюллетеней                  | 13 322    | –    | –         | –     | –         |
| Всего                                | Всего                                               | 203 535   | 100  | –         | 60    | 0         |
| Зарегистрированных избирателей*/Явка | Зарегистрированных избирателей*/Явка                | 223 842   | 90,9 | –         | –     | –         |
| Источник: Nohlen & Stöver            |                                                     |           |      |           |       |           |

* Доля голосов не соответствует количеству поданных голосов, так как избиратели из различных округов имеют различное количество бюллетеней. Доля голосов рассчитывается на основе пропорции голосов в каждом отдельном округе.